# Převýšov
Převýšov (deutsch Neudorf, auch Przebeischow) ist eine Gemeinde in Tschechien. Sie liegt vier Kilometer westlich von Chlumec nad Cidlinou und gehört zum Okres Hradec Králové.

## Geographie
Převýšov befindet sich rechtsseitig der Cidlina am Fuße des Hügels Na Vinici (Planina, 250 m) auf der Ostböhmischen Tafel. Östlich des Dorfes liegt im Tal des Olešnický potok der Teich Olešnický rybník, der als Badesee dient. Im Süden verläuft die Autobahn D 11/Europastraße 67, an der bei Levín die Abfahrt 62 Chlumec nad Cidlinou-západ liegt. Am westlichen Ortsrand befindet sich die Trasse der Bahnstrecke Velký Osek–Trutnov.
Nachbarorte sind Lišice im Norden, Chlumec nad Cidlinou im Nordosten, Krašov und Kladruby im Osten, Olešnice und Levín im Südosten, Loukonosy und Žiželice im Süden, Končice und Zbraň im Südwesten, Bludy im Westen sowie Lovčice im Nordwesten.

## Geschichte
Die erste schriftliche Erwähnung von Przebegssow stammt aus dem Jahre 1386. Später wurde noch die Bezeichnung Nová Ves / Neudorf gebräuchlich. Die Bewohner lebten von der Landwirtschaft und dem Weinbau, der am Südhang des Planinaberges betrieben wurde. Der Ort war weiträumig von zwei herrschaftlichen Jagdgebieten umgeben. Nördlich des Ortes lagen die Waldgebiete des Schlosses Karlskron und nach Westen schloss sich der große Žehuňer Tiergarten mit dem Jagdschlösschen Neugebäu an. Im 18. und 19. Jahrhundert wurden die unterschiedlichen Ortsnamen Přebejšov, Przebeischow, Nová Ves, Neudorf und Přivýšov abwechselnd verwendet.

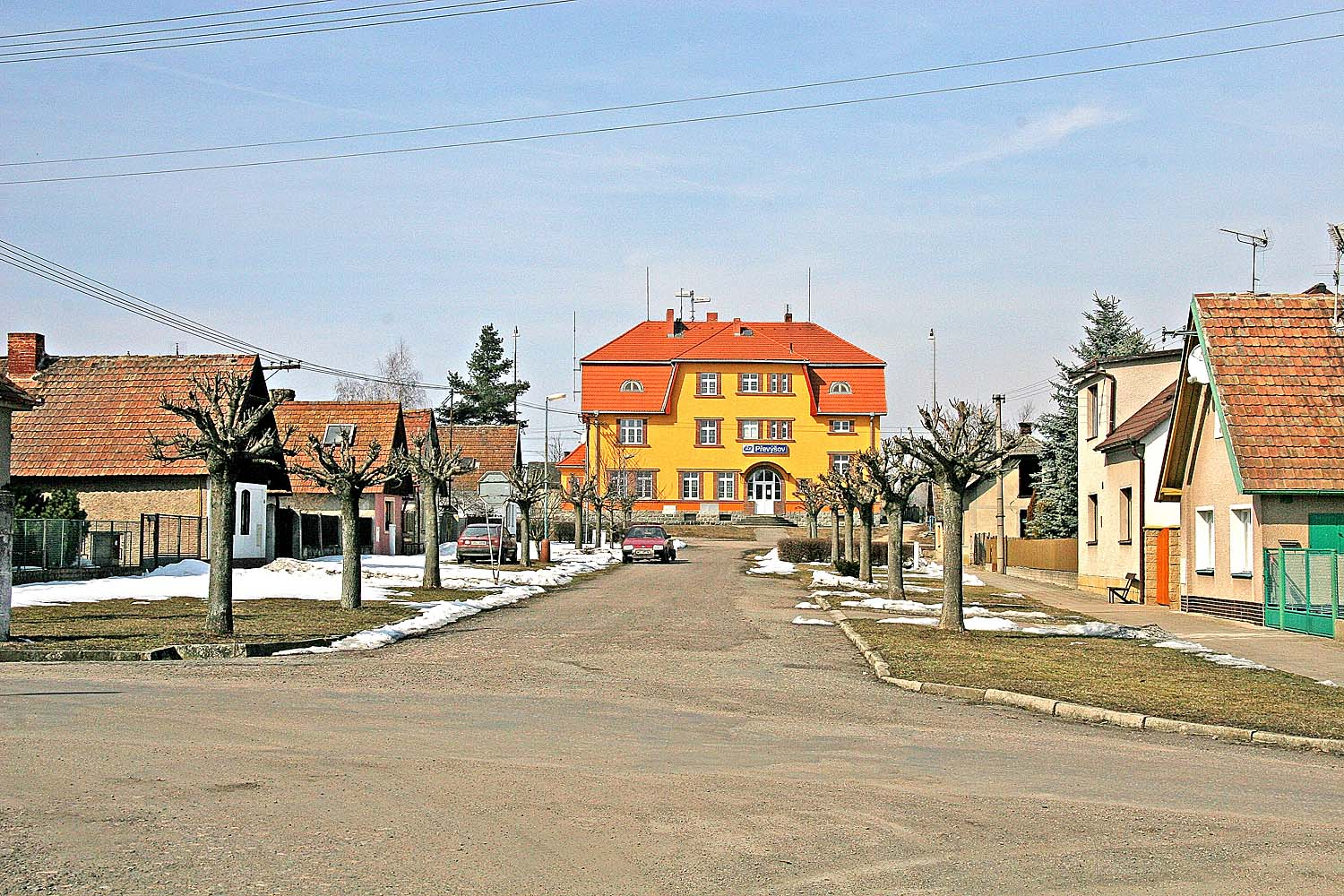
Bahnhof Převýšov

Nach der Aufhebung der Patrimonialherrschaften bildete Přivýšov bzw.  Nová Ves ab 1850 einen Ortsteil der politischen Gemeinde Lučice im Bezirk Nový Bydžov. Mit dem Bau der Strecke von Groß Wossek nach Wostromer wurde Přivýšov 1870 an das Eisenbahnnetz angeschlossen. 1878 entstand eine selbstständige Gemeinde, die die drei amtlichen Namen Převýšov, Nová Ves bzw. Přebýšov führte. 1890 bestand das Dorf aus 67 Häusern und hatte 427 Einwohner. Seit 1920 trägt die Gemeinde den Namen Převýšov. Zum 1. Januar 1961 kam Převýšov zum Okres Hradec Králové. Gepfarrt ist das Dorf nach Žiželice.

## Gemeindegliederung
Für die Gemeinde Převýšov sind keine Ortsteile ausgewiesen.

## Sehenswürdigkeiten
- Schloss Karlova Koruna, nordöstlich des Dorfes
- Naturreservat Žehuňská obora und Teich Žehuňský rybník, westlich des Dorfes
- Kapelle des hl. Ferdinand in der Žehuňská obora
- Jagdschlösschen Kněžičky (Neugebäu) in der Žehuňská obora